# Bagat-en-Quercy
Bagat-en-Quercy korábbi község Franciaországban, Lot megyében. Lakosainak száma 196 fő (2018. január 1.). Bagat-en-Quercy Carnac-Rouffiac, Fargues, Montcuq-en-Quercy-Blanc, Saint-Daunès, Saint-Pantaléon, Sauzet, Villesèque és Montcuq községekkel határos.
2019. január 1-jén Saint-Daunès és Saint-Pantaléon korábbi községgel egyesült és az így létrejött Barguelonne-en-Quercy új község része lett.

## Népesség
A település népességének változása:
| Lakosok száma | 182  | 198  | 211  | 192  | 183  | 198  | 204  | 199  | 193  | 196  |
|               | 1968 | 1975 | 1982 | 1999 | 2006 | 2011 | 2013 | 2016 | 2017 | 2018 |